# Толок, Олег Геннадьевич
Оле́г Генна́дьевич То́лок (20 сентября 1980, Щербиновский, Краснодарский край, СССР) — российский футболист, центральный защитник.

## Клубная карьера
Профессиональную карьеру начинал в таганрогском «Торпедо». После чего переехал в Молдавию, где провёл за кишинёвский «Зимбру» 2 матча. В сезоне 2001/02 провёл 1 матч за «Олимпию» из города Бельцы, однако после первого же круга перебрался в Россию, где играл за «Спартак-Кавказтрансгаз». Далее играл в «Реутове» и «Кристалле» из Смоленска. В 2004 году после предсезонного сбора в Крыму был заявлен махачкалинским «Динамо» на первенство России в Первом дивизионе, однако после первого круга был отдан в аренду в новотроицкую «Носту», но по возвращении из аренды клубу не подошёл и был вынужден искать новую команду.
В 2005 году перешёл в белорусский клуб «Торпедо» из Жодино, однако провёл лишь три матча в первенстве дублёров. Тот сезон Олег Толок доигрывал в «Петротресте». В 2006 году играл в клубе Второго дивизиона «Мордовия» из Саранска. С 2008 по 2009 годы играл в «Зените» из Пензы.